# Campeonato Sudamericano de Clubes de Voleibol Femenino 2018
El Campeonato Sudamericano de Clubes de Voleibol Femenino de 2018 fue la décima edición del torneo de voleibol femenino más importante a nivel de clubes en Sudamérica desde su reanudación. El torneo se disputó del 20 al el 24 de febrero de 2018 y tuvo como sede la ciudad de Belo Horizonte, en Brasil.
El campeón fue Camponesa/Minas de Brasil, equipo local, que venció en la final a su compatriota Sesc-RJ y clasificó al mundial de clubes de 2018.

## Equipos participantes
Los campeones nacionales de Argentina, Bolivia, Brasil y Perú obtuvieron la clasificación al torneo. A estos, se sumaron Camponesa/Minas (como club organizador) y Boca Juniors, tercero del torneo argentino.
| País      | Cupos | Equipos                                                                                 |
| --------- | ----- | --------------------------------------------------------------------------------------- |
| Argentina | 2     | Gimnasia y Esgrima La Plata - campeón argentino Boca Juniors - tercero torneo argentino |
| Bolivia   | 1     | Universitario San Simón - campeón boliviano                                             |
| Brasil    | 2     | Sesc-RJ - campeón defensor, campeón brasilero Camponesa/Minas - equipo organizador      |
| Perú      | 1     | Regatas Lima - campeón peruano                                                          |

## Modo de disputa
El campeonato se juega en dos fases, la fase de grupos y las eliminatorias. En primera instancia, los equipos se dividen en dos grupos, A y B, donde los equipos se enfrentan los unos a los otros. Los dos mejores equipos de cada grupo avanzan a la segunda fase, de eliminatorias. Los equipos ubicados en las terceras posiciones de cada grupo se enfrentan para determinar el quinto puesto.
Los mejores cuatro equipos se enfrentan en la segunda fase, donde el primero de un grupo se enfrenta al segundo del otro. Los dos ganadores avanzan a la final mientras que los perdedores disputan el tercer puesto.

## Resultados

### Primera fase
Los horarios corresponden al huso horario de Brasil en verano, UTC–2.

#### Grupo A
| Pos. | Equipo          | Pts | PG | PP | SG | SP | PG  | PP  |
| ---- | --------------- | --- | -- | -- | -- | -- | --- | --- |
| 1.°  | Camponesa/Minas | 6   | 2  | 0  | 6  | 0  | 150 | 84  |
| 2.°  | Regatas Lima    | 3   | 1  | 1  | 3  | 4  | 143 | 162 |
| 3.°  | Boca Juniors    | 0   | 0  | 2  | 1  | 6  | 122 | 169 |

|  | Clasificadas a semifinales. |

| Fecha         | Hora  | Equipo 1        | Res.  | Equipo 2     | Set 1 | Set 2 | Set 3 | Set 4 | Set 5 | Total   | Reporte |
| ------------- | ----- | --------------- | ----- | ------------ | ----- | ----- | ----- | ----- | ----- | ------- | ------- |
| 20 de febrero | 18:00 | Camponesa/Minas | 3 – 0 | Regatas Lima | 25-22 | 25-13 | 25-14 |       |       | 75 – 49 | Reporte |
| 21 de febrero | 20:00 | Camponesa/Minas | 3 – 0 | Boca Juniors | 25-7  | 25-16 | 25-12 |       |       | 75 – 35 | Reporte |
| 22 de febrero | 20:00 | Regatas Lima    | 3 – 1 | Boca Juniors | 25-23 | 25-18 | 19-25 | 25-21 |       | 94 – 87 | Reporte |

#### Grupo B
| Pos. | Equipo                  | Pts | PG | PP | SG | SP | PG  | PP  |
| ---- | ----------------------- | --- | -- | -- | -- | -- | --- | --- |
| 1.º  | Sesc-RJ                 | 6   | 2  | 0  | 6  | 0  | 150 | 78  |
| 2.º  | Gimnasia y Esgrima (LP) | 3   | 1  | 1  | 3  | 3  | 121 | 114 |
| 3.°  | Universitario San Simón | 0   | 0  | 2  | 0  | 6  | 71  | 150 |

|  | Clasificadas a semifinales. |

| Fecha         | Hora  | Equipo 1                | Res.  | Equipo 2                | Set 1 | Set 2 | Set 3 | Set 4 | Set 5 | Total   | Reporte |
| ------------- | ----- | ----------------------- | ----- | ----------------------- | ----- | ----- | ----- | ----- | ----- | ------- | ------- |
| 20 de febrero | 20:00 | Gimnasia y Esgrima (LP) | 3 – 0 | Universitario San Simón | 25-11 | 25-12 | 25-16 |       |       | 75 – 39 | Reporte |
| 21 de febrero | 18:00 | Sesc-RJ                 | 3 – 0 | Gimnasia y Esgrima (LP) | 25-13 | 25-16 | 25-17 |       |       | 75 – 46 | Reporte |
| 22 de febrero | 18:00 | Sesc-RJ                 | 3 – 0 | Universitario San Simón | 25-6  | 25-14 | 25-12 |       |       | 75 – 32 | Reporte |

### Segunda fase
Los horarios corresponden al huso horario de Brasil en verano, UTC–2.
|  | Semifinales                 | Semifinales |         |                 | Final                       | Final        |  |
|  |                             |             |         |                 |                             |              |  |
|  |                             |             |         |                 |                             |              |  |
|  | Camponesa/Minas             | 3           |         |                 |                             |              |  |
|  | Camponesa/Minas             | 3           |         |                 |                             |              |  |
|  | Gimnasia y Esgrima La Plata | 0           |         |                 |                             |              |  |
|  | Gimnasia y Esgrima La Plata | 0           |         | Camponesa/Minas | 3                           |              |  |
|  |                             |             |         | Camponesa/Minas | 3                           |              |  |
|  |                             |             | Sesc-RJ | 2               |                             |              |  |
|  | Sesc-RJ                     | 3           | Sesc-RJ | 2               |                             |              |  |
|  | Sesc-RJ                     | 3           |         |                 |                             |              |  |
|  | Regatas Lima                | 0           |         |                 | Tercer lugar                | Tercer lugar |  |
|  | Regatas Lima                | 0           |         |                 | Tercer lugar                | Tercer lugar |  |
|  |                             |             |         |                 |                             |              |  |
|  |                             |             |         |                 | Gimnasia y Esgrima La Plata | 0            |  |
|  |                             |             |         |                 | Gimnasia y Esgrima La Plata | 0            |  |
|  |                             |             |         |                 | Regatas Lima                | 3            |  |
|  |                             |             |         |                 | Regatas Lima                | 3            |  |
|  |                             |             |         |                 |                             |              |  |

|  | Quinto puesto           |   |  |
|  |                         |   |  |
|  | Boca Juniors            | 3 |  |
|  | Boca Juniors            | 3 |  |
|  | Universitario San Simón | 0 |  |
|  | Universitario San Simón | 0 |  |

#### Semifinales
| Fecha         | Hora  | Equipo 1        | Res.  | Equipo 2                | Set 1 | Set 2 | Set 3 | Set 4 | Set 5 | Total   | Reporte |
| ------------- | ----- | --------------- | ----- | ----------------------- | ----- | ----- | ----- | ----- | ----- | ------- | ------- |
| 23 de febrero | 17:30 | Camponesa/Minas | 3 – 0 | Gimnasia y Esgrima (LP) | 25-14 | 25-13 | 25-11 |       |       | 75 – 38 | Reporte |
| 23 de febrero | 19:30 | Sesc-RJ         | 3 – 0 | Regatas Lima            | 25-13 | 25-8  | 25-9  |       |       | 75 – 30 | Reporte |

#### Quinto puesto
| Fecha         | Hora  | Equipo 1     | Res.  | Equipo 2                | Set 1 | Set 2 | Set 3 | Set 4 | Set 5 | Total   | Reporte |
| ------------- | ----- | ------------ | ----- | ----------------------- | ----- | ----- | ----- | ----- | ----- | ------- | ------- |
| 23 de febrero | 14:30 | Boca Juniors | 3 – 0 | Universitario San Simón | 25-10 | 25-11 | 25-17 |       |       | 75 – 38 | Reporte |

#### Tercer puesto
| Fecha         | Hora  | Equipo 1                | Res.  | Equipo 2     | Set 1 | Set 2 | Set 3 | Set 4 | Set 5 | Total   | Reporte |
| ------------- | ----- | ----------------------- | ----- | ------------ | ----- | ----- | ----- | ----- | ----- | ------- | ------- |
| 24 de febrero | 12:30 | Gimnasia y Esgrima (LP) | 0 – 3 | Regatas Lima | 19-25 | 15-25 | 15-25 |       |       | 49 – 75 | Reporte |

#### Final
| Fecha         | Hora  | Equipo 1        | Res.  | Equipo 2 | Set 1 | Set 2 | Set 3 | Set 4 | Set 5 | Total     | Reporte |
| ------------- | ----- | --------------- | ----- | -------- | ----- | ----- | ----- | ----- | ----- | --------- | ------- |
| 24 de febrero | 15:45 | Camponesa/Minas | 3 – 2 | Sesc-RJ  | 25-23 | 22-25 | 25-23 | 15-25 | 15-9  | 102 – 105 | Reporte |

## Posiciones finales
| Pos.              | Equipo                  |
| ----------------- | ----------------------- |
| Medalla de oro    | Camponesa/Minas         |
| Medalla de plata  | Sesc-RJ                 |
| Medalla de bronce | Regatas Lima            |
| 4.°               | Gimnasia y Esgrima      |
| 5.°               | Boca Juniors            |
| 6.°               | Universitario San Simón |

|  | Clasificada al Mundial de Clubes de la FIVB de 2018 |

| Campeón Sudamericano de Clubes |
| ------------------------------ |
| Camponesa/Minas 1° título      |